# Чинетинский сельсовет
Чинетинский сельсовет — муниципальное образование со статусом сельского поселения и административно-территориальное образование в Краснощёковском районе Алтайского края России. Административный центр — село Чинета.

## Демография
| 1997  | 1998  | 1999  | 2000  | 2001  | 2002  |
| ----- | ----- | ----- | ----- | ----- | ----- |
| 1462  | ↘1422 | ↗1438 | ↘1418 | ↘1329 | ↘1279 |
| 2003  | 2004  | 2005  | 2006  | 2007  | 2008  |
| ↘1261 | ↘1200 | ↘1171 | ↘1070 | ↘1019 | ↘949  |
| 2009  | 2010  | 2011  | 2012  | 2013  | 2014  |
| ↘826  | ↘788  | ↘784  | ↘762  | ↘748  | ↘726  |
| 2015  | 2016  | 2017  | 2018  | 2019  | 2020  |
| ↘702  | ↘684  | ↘663  | ↘658  | ↘651  | ↘644  |
| 2021  |       |       |       |       |       |
| ↘625  |       |       |       |       |       |

По результатам Всероссийской переписи населения 2010 года, численность населения муниципального образования составила 788 человек, в том числе 414 мужчин и 374 женщины.

## Состав поселения
- Генералка (посёлок) — 36[11]
- Талый Ключ (посёлок) — 3[11]
- Тигирек (посёлок) — 39[11]
- Усть-Чагырка (село) — 146[11]
- Чинета (село, административный центр) — 524[11]

## Интересные факты
- В 2,5 км к северо-западу от посёлка Тигерек находится региональный памятник природы Пещера Логово гиены[20]. В 2006 году в пещере Логово гиены был обнаружен зуб (премоляр) палеолитического человека вида Homo sapiens, предположительно подобранного гиенами и затащенного под её своды около 34—34,5 тыс. лет назад[21].
- В районе села Усть-Чагырка на реке Чарыш находится Чагырская пещера[22]. В пещере в слоях возрастом 40—45 тысяч лет были обнаружены костные останки трёх людей, предположительно вида Homo neandertalensis[23][24].
- На левом берегу реки Иня, в 2,5 км к северу от посёлка Тигирек находится пещера Страшна́я, где были найдены останки людей неизвестного вида, относящиеся к периоду 35—50 тысяч лет назад, мустьерские орудия, и зубы человека современного типа, обитавшего в пещере во времена верхнего палеолита (чуть более 20 тысяч лет назад)[25]. По индексу коронки молочные клыки из Чагырской пещеры располагаются рядом с молочным зубом из пещеры Страшной. Сравнительный анализ с использованием данных по 102 индивидам эпох каменного века показал, что ребёнок из Страшной близок к неандертальцу Ле Руа R50/33 (Франция) и детям из пещеры Кафзех. Массивный индивид из Страшной проявляет сходство с европейским неандертальцем Ле Руа R50/33. По индексу коронки ребёнок из Страшной сходен неандертальцем Ле Руа R50/33[26].